# Емманюель Верміньйон
Емманюель Верміньйон (фр. Emmanuel Vermignon, нар. 20 січня 1989, Сен-П'єрр) — мартиніканський і французький футболіст, воротар клубу «Клуб Колоніаль» і національної збірної Мартиніки.

## Клубна кар'єра
У дорослому футболі дебютував 2007 року виступами за команду клубу «Гуд Лак», в якій провів один сезон. 
Своєю грою за цю команду привернув увагу представників тренерського штабу клубу «Клуб Францискен», до складу якого приєднався 2008 року. Відіграв за команду з Ле-Франсуа наступні три сезони своєї ігрової кар'єри.
До складу клубу «Клуб Колоніаль» приєднався 2011 року.

## Виступи за збірну
2010 року дебютував в офіційних матчах у складі національної збірної Мартиніки. Наразі провів у формі головної команди країни 17 матчів, пропустивши 16 голів.
У складі збірної був учасником розіграшу Золотого кубка КОНКАКАФ 2013 року і розіграшу Золотого кубка КОНКАКАФ 2017 року.